# Starlight Banjul
El Starlight Banjul es un equipo de fútbol de Gambia que juega en la Segunda División de Gambia, la segunda liga de fútbol más importante del país.

## Historia
Fue fundado en el año 1967 en la capital Banjul con el nombre Starlight Gunners, aunque más adelante le quitaron el término Gunners. Han sido campeones de la Liga de fútbol de Gambia en dos ocasiones, así como dos ocasiones la Copa de fútbol de Gambia.
A nivel internacional han participado en 2 torneos continentales, en los cuales nunca han superado la primera ronda.

## Palmarés
- Liga de fútbol de Gambia: 2

1979, 1980
- Copa de fútbol de Gambia: 2

1982, 1985

## Participación en competiciones de la CAF
| Temporada | Torneo                            | Ronda      | Club           | Casa | Visita | Global      |
| --------- | --------------------------------- | ---------- | -------------- | ---- | ------ | ----------- |
| 1981      | Copa Africana de Clubes Campeones | 1          | AS Kaloum Star | 0-1  | 1-2    | 1-3         |
| 1986      | Recopa Africana                   | Preliminar | Benfica        | 3-1  | 1-1    | 4-2         |
| 1986      | Recopa Africana                   | 1          | ASC Diaraf     | 1-1  | 1-1    | 2-2 (3-4 p) |